# HD 53705
HD 53705，又名CD-43 2906，SAO 218421、HR 2667，是一颗恒星，视星等为5.54，位于銀經254.09，銀緯-16.22，其B1900.0坐标为赤經7h 0m 53.2s，赤緯-43° -16.22′ 9″。